# ヌークシリーズ
ヌークシリーズは、ビジュアルアーツ傘下のブランドボンびぃボンボン!より発売されたPC-9800シリーズ用アダルトゲームのシリーズである。
1992年11月1日にシリーズ第一作『ヌーク 〜あばかれた陰謀〜』が発売され、1993年12月には続編となる『ヌーク2 〜レミーの逆襲〜』、そして1994年12月には『ヌーク3〜最後の性戦〜』が発売された。

## 開発

### ヌーク 〜あばかれた陰謀〜
1991年に沙織事件が起き、デビュー作である『しぇいくしぇいく!』の販売中止を余儀なくされる中、ビジュアルアーツ代表の馬場隆博は事件を分析したうえで、検挙内容がわいせつ物というくくりであるという結論から、コミカルな作品なら大丈夫だろうと確信した。そして、馬場の確信通り、『ヌーク 〜あばかれた陰謀〜』は好調な売れ行きを記録した。また、グラフィッカーは求人広告を通じて起用された経緯があり、のちにこの人物はビジュアルアーツの総務部長に就任した。

## あらすじ
ヌーク 〜あばかれた陰謀〜
中東にあるパル王国の王女であるピリルは、ギルバート社が開発したガンの特効薬「ヌーク」の正体が強力な催淫薬であることを突き止めた。
命を狙われた彼女は来日し、パソコン通信で知り合った少年・梅千代の協力の下、ギルバート社による「ヌーク」のばらまきの阻止に成功した。
ヌーク2 〜レミーの逆襲〜
梅千代とピリルは、ヌークによって淫乱になった少女の病気を治すために奔走するが、ギルバートの親衛隊の一人であるレミーが立ちはだかる。
ヌーク3〜最後の性戦〜
ギルの野望を打ち砕くべく、梅千代とピリルはエジプトへと向かった。

## 関連商品
- ヌーク〈前編〉―あばかれた陰謀 (BESTゲームノベルスSERIES)

花園乱・ボンびいボンボン! 著　1996年1月1日発売。
- ヌーク (後編) ―淫行計画を阻止せよ(BESTゲームノベルスSERIES)

花園乱・ボンびいボンボン! 著　1996年4月1日発売。